# Thomas Bredsdorff (skolemand)
 Der er flere personer med dette navn, se Thomas Bredsdorff.
Thomas Vilhelm Birkedal Bredsdorff (9. november 1868 i Odense – 2. juli 1922 på Roskilde Højskole) var en dansk højskolelærer, foredragsholder og litteraturanmelder. Han stiftede Roskilde Folkehøjskole i 1907. Han var far til Elias og Morten Bredsdorff.

## Karriere
Thomas Bredsdorff var søn af sognepræst Morten Thomsen Bredsdorff og Marie Christophora Birkedal. Han blev 17. april 1900 gift med Margrete Bredsdorff, født Lunn (1871-1958).
Han var allerede i 1904 en etableret taler og højskolelærer, da han det år talte på "Studenterkredsens Sommermøde", som blev afholdt på Vallekilde Højskole. Her talte Thomas Bredsdorff for nye tanker om brandesianismen og kulturradikalisme i højskolebevægelsen "med en for unge Øren velgørende Radikalisme". Favoritterne var N.F.S. Grundtvigs historiske poesi, især "Sol er oppe", hvis politisk ukorrekte indhold man stadig gouterede til trods for nederlaget i 1864. 
Thomas Bredsdorff anmeldte i Højskolebladet flere af samtidens litterære værker, også vennen Jakob Knudsens romaner Gjæring og Afklaring i 1902. Disse to hovedværker i Knudsens forfatterskab kredser omkring spørgsmål om Guds tilgivelse, når et ellers fornuftigt menneske pludselig står konfronteret med den store og – synes det – nærmest utilgivelige skyld. Han søger selv at give svaret i sit forfatterskab, der for ham blev en mental renselsesproces, men også et forsvar over for alle dem, der mente, at hans egne handlinger var utilgivelige.
Ved Roskilde Højskoles indvielse i 1907 skrev Jakob Knudsen lejlighedssangen på melodien Er skolen for andre. I sidste vers hedder det:
| Citat | Så hæv dig, Skole, og frygt kun ej; Forældet aldrig blev Livets Tale, Før trættes histude af Dans og Leg på Fjordens Tilje de Bølger svale. Når Hjertets Ager Livs-Ord modtager, Vi alt hernede det Foraar smager, Som ældes ej. | Citat |
|       | |       |

Det var Knudsens skilsmisse fra hustruen Sofie Plockross og ægteskabet med den unge Helga Bek, der havde ført til, at han var blevet forvist fra højskolebevægelsen. Her trådte Thomas og Margrethe Bredsdorff ham til hjælp.
Højskolebyggeren Bredsdorff gjorde også selv op med den traditionelle autoritetstro, fx i et foredrag fra Ryslinge Højskole 1918-19, som hustruen udgav efter hans død: 
"Vi kan ikke paa en Latinskole eller Højskole skabe, for det kan kun Gud, men vi kan hjælpe det frem som gærer og bryder i ethvert Menneske, og det kan bedst ske ved en saa fri Undervisning som muligt, og ved at Eleverne faar Indsigt efterhaanden som de er modne til at tage imod den. Paa den Maade der undervises paa de højere Skoler, og den Maade de virker paa, saa var det bedre om Eleverne købte dem et Leksikon, som de kunde gaa hen og slaa op i, naar der var noget de var i Tvivl om, naar de blot fik lidt Færdighed i at slaa op i et saadant Leksikon, kunde det næsten klare det samme."
Da Bredsdorff døde i 1922, gik Roskilde Folkehøjskole svære tider i møde, selv om hustruen drev den videre nogle år. I 1930 blev den solgt til Arbejdernes Oplysningsforbund. 
Margrethe Bredsdorff levede endnu 36 år, til hun døde i 1958.
Thomas Bredsdorff er begravet på Himmelev Kirkegård, hvor gravmælet er udført af Niels Skovgaard 1923.
Han er også gengivet i en tegning af P.S. Krøyer fra 1907, et portrætmaleri af Ole Søndergaard fra 1908, en bronzebuste af Johannes Kragh fra 1914 (Det Nationalhistoriske Museum på Frederiksborg Slot) og et portrætmaleri af Ludvig Find fra 1923 (Det Nationalhistoriske Museum på Frederiksborg Slot). 